# Франко Кателано

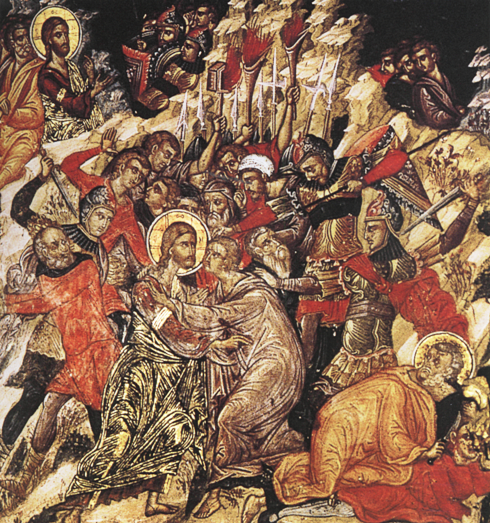
Зрада Іуди, Франко Кателано
Собор Всіх Святих монастиря Варлаама, основний Храм

Франко Кателано — грецький живописець 16 ст. із Фів, засновник, так званої, «школи Північно-західної Греції», з якою пов'язується іконописне оздоблення храмів Північно-західної Греції, наприклад, Метеорських монастирів. Ця школа існувала паралельно із «критською школою», проте мала свій особливий дух та естетичний вибір.

## Роботи Кателано
Єдина підписана робота Франко Кателано — іконопис каплиці Святого Миколая у Великій Лаврі Афону, що датується 1560 р. Те, що на Кателано була покладена така значна програма, свідчить про те, що на той час він уже був відомим іконописцем, слава якого досягла Святого Афону.
Живопиву храму Святійшого Ніканора у Заворда, що біля Гревени, (приблизно між 1534 та 1540 рр.) та настінний живопис Богоматері Російської у Касторії також приписуються Франко Кателано.
Вважається також, що художник брав участь у настінному живопису Собору монастиря Філанфропінон на острові озера Яніни (1542 р.).
Точно встановлено, що руці Кателано належать фрески та ікони основного храму Собору Всіх святих Метеорського монастиря Святого Варлаама.

## Особливості манери
Від представників критської школи Франко Кателано відрізняє динамічність та витончена гнучкість фігур. Що стосується портретів Святих, художник дотримується критської традиції. В окремих фігурах підкреслено контури, а обличчя змальовані із виключною ретельністю, що свідчить про його знайомство із переносними іконами.
Ще одна деталь, яка відрізняє Кателано від критських митців — це колір. Фівський художник часто використовує чисті яскраві кольори та рішуч зіставлення кольорів. Так, на протилежність блідим ликам критян він протиставляє вогненно-червоний, блакитний, фіолетовий.
Манера Кателано, безперечно, є продовженням традицій Касторської школи. Проте динамічність образів, яскраві кольори — основн риси Кателано — тут відчувається значний вплив італійського живопису.